# Piotr Kantor
Piotr Kantor (Sosnowiec, 3 de maio de 1992) é um jogador de vôlei de praia polaco.

## Carreira
Piotr Kantor representou, ao lado de Bartosz Łosiak, seu país na edição do Campeonato Mundial Sub-23 de 2013 em Mysłowice e conquistaram a medalha de ouro. Juntos disputaram os Jogos Olímpicos de Verão de 2016, e na repescagem foram eliminados e terminaram na 17º posição.